# شهرستان عمران
ناحیهٔ عمران (به عربی: عمران) یکی از ناحیه‌های استان عمران در کشور یمن است که در سرشماری سال ۲۰۰۴ میلادی، ۹۶۳۷۵ نفر جمعیت داشته‌است.